# Solaris Urbino

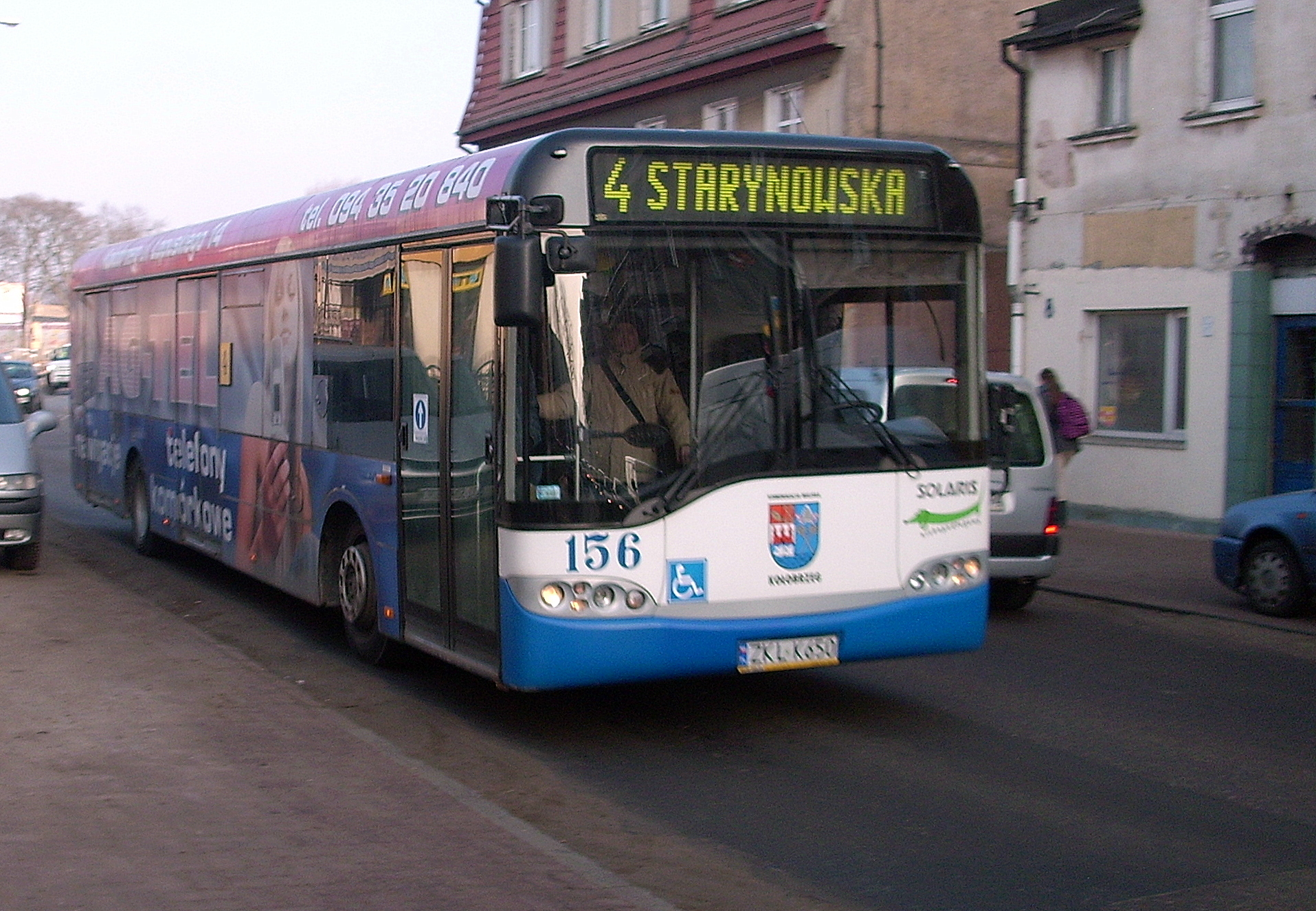
Solaris Urbino 12 (II поколение)

Solaris Urbino — серия городских низкопольных автобусов и междугородних автобусов с низкопольными дверными проёмами и дизельными, газовыми, гибридными и электрическими двигателями, производимая польской компанией «Solaris Bus & Coach» в деревне Болехово Великопольского воеводства в Польше. Сейчас на заводе производятся модели четвёртого поколения, впервые представленные в 2014 году на торговой ярмарке «Трансэкспо» в Кельце и на Франкфуртском автосалоне в Ганновере. Автобусы Solaris Urbino были очень успешны на рынке как в Польше, так и во всем Европейском союзе.

## История
Первый автобус Solaris Urbino сошёл с конвейера в Болехово весной 1999 года. Им стал Solaris Urbino 12, после которого во второй половине года дебютировали Solaris Urbino 15 и Solaris Urbino 18, а в 2000 году Solaris Urbino 9. Эти автобусы были разработаны дизайнерами компании «Neoplan» при участии дизайнеров Берлинской студии дизайна, которые разработали все последующие поколения модели.
Во второй половине 2001 года и в 2002 году были готовы модели второго поколения. Девятиметровая модель была заменена автобусом Solaris Urbino 10. С 2005 года все автобусы Solaris Urbino были третьего поколения с характерным передком, обеспечивавшим водителю хорошую видимость на остановках. По особому заказу продолжался выпуск автобусов второго поколения. Во время Франкфуртского автосалона в Ганновере, проходившего с 25 сентября по 2 октября 2008 года, а также на торговой ярмарке «Трансэкспо» в Кельце был представлен прототип Solaris Urbino 12 New Edition (англ. Новая Версия) поколения III.5. Одновременно с поддержкой третьего поколения, новые автобусы получали обновлённый интерьер от последующего четвёртого поколения. Новый интерьер отличался от старого оформлением и освещением салона, а также новой приборной панелью и рулевым колесом, что облегчало управление автобусом.
Самый короткий автобус Solaris — это Solaris Alpino 8.9 LE длиной 8.9 метра, ширина которого на 15 сантиметров меньше, чем у других автобусов серии.
В 2012 году в серии появились два новых низкопольных автобуса: Solaris Urbino 12.9 и Solaris Urbino 18.75.
В линейке автобусов Solaris Urbino есть модели с низким уровнем пола у дверей (Low Entry, LE), используемые на междугородних и пригородных маршрутах: Solaris Urbino 12 LE и Solaris Urbino 15 LE.
Настоящим дебютом стала модель Solaris Urbino 12 Ü, представленная на Франкфуртском автосалоне в Ганновере в сентябре 2012 года. Её кабина была не прямоугольная, а изогнутая, таким образом пассажировместимость передней части автобуса возросла до 44 человек. В 2014 году мировой премьерой стал Solaris Urbino четвёртого поколения, представленный на Франкфуртском автосалоне, разработанный с нуля и удовлетворяющий всем потребностям пассажиров и транспортных компаний.

## Список моделей
Марка Solaris Urbino включает в себя следующие модели городских автобусов:
- Solaris Urbino 9
- Solaris Urbino 10
- Solaris Urbino 12
- Solaris Urbino 12 Hybrid
- Solaris Urbino 12 Electric
- Solaris Urbino 12 Ü
- Solaris Urbino 12,9
- Solaris Urbino 12,9 Hybrid
- Solaris Urbino 15
- Solaris Urbino 18
- Solaris Urbino 18 Hybrid
- Solaris Urbino 18,75
- Solaris Urbino 18 Electric

Модели пригородных автобусов:
- Solaris Urbino 8,9 LE, версия с электродвигателем — Solaris Urbino 8,9 LE Electric
- Solaris Urbino 12 LE
- Solaris Urbino 15 LE
- Solaris Urbino 18 LE